# 交響曲第5番 (ヴィラ＝ロボス)
交響曲第5番「平和」（A Paz）は、エイトル・ヴィラ＝ロボスが1920年に作曲した交響曲。総譜は散逸してしまっている。

## 概要
公式の記録によると、ヴィラ＝ロボスは1920年に5作目の交響曲を作曲したことになっている。これは第一次世界大戦を記念する標題的三部作の3作目にあたり、ルイス・ガスタン・デスクラニョール・ドリアの論考に基づいている。また、ヴァンサン・ダンディの様式による5曲の交響曲の最後の作品でもある。
本作は演奏されることなく、総譜は失われている。1961年3月5日にニューヨークのカーネギー・ホールにおいて、エレアザール・デ・カルヴァーリョの指揮、ニューヨーク・フィルハーモニックにより演奏されたとするプログラムは、でっち上げであったと思われる。ヴィラ＝ロボス博物館に確認を受けた際、デ・カルヴァーリョは総譜の写しを手にしたことはなく、演奏会は行われていないと回答している。実のところ同日にはカーネギー・ホールでデ・カルヴァーリョが指揮するニューヨーク・フィルハーモニックの団員による記念コンサートが催されており、オール・ヴィラ＝ロボスのプログラムには『Madonna Fantasia』、チェロ協奏曲イ短調、『ブラジル風バッハ』第5番、『ウイラプルー』があがっていた。交響曲に関する言及はなされていない。
いずれにせよ、リサ・ペッパーコーンは本作が1920年に完成されたという話に疑念を持っており、1946年に着想の先へ歩を進めたにすぎないと考えている。彼女によれば、1965年6月30日に出版されたリコルディ社によるヴィラ＝ロボスの作品カタログでは、本作が「Odisséa da Paz」という題で掲載されており、1921年作曲と述べられているという。一方、デイヴィッド・アップルバイはそれが交響曲第7番の副題であるとしている。

## 楽曲構成
全4楽章で構成される。
1. Allegro
2. Scherzo
3. Moderato
4. Allegro grandioso

1928年もしくは1929年に、ヴィラ＝ロボスが音楽ジャーナリストのスザンヌ・デマルケスに説明したところによると、まだ演奏されていない第5交響曲では、過去2作品と同様に管弦楽に木管バンドを追加したという。さらにロシア語、中国語、アフリカの言語など複数の言語から借用した意味を持たない音節を歌う混声合唱が加わっていた。そうしたテクストは、音素やリズムが音楽的効果に与える影響を探求することを目的としており、彼は同じことを後の九重奏曲やショーロス第10番の合唱パートで再び行うことになる。

## 関連文献
- Béhague, Gerard. 1994. Villa-Lobos: The Search for Brazil's Musical Soul. Austin: Institute of Latin American Studies, University of Texas at Austin, 1994. ISBN 0-292-70823-8.
- Enyart, John William. 1984. "The Symphonies of Heitor Villa-Lobos". PhD diss. Cincinnati: University of Cincinnati.
- Salles, Paulo de Tarso. 2009. Villa-Lobos: processos composicionais. Campinas, SP: Editora da Unicamp. ISBN 978-85-268-0853-9.